# Дивидент
Дивидент е финансов и правен термин, обозначаващ паричното разпределение на печалбата на едно предприятие между неговите собственици (акционери). Ако се прави разпределение не на текущата или на акумулираните неразпределени печалби, а на други източници, широко се използва понятието разпределение вместо дивидент. Приемливо е обаче да се разглежда разпределението на печалбата като дивидент и разпределението на капитала като ликвидационен дивидент. По-общо, всяко плащане от корпорацията към акционерите може да се разглежда като част от дивидентната политика. Изплащането на дивиденти може да окаже влияние върху цената на обикновените акции. Задържането на печалбата често е най-големият източник на допълнителен акционерен капитал, с който се финансира растежа.

### Произход на думата
Думата дивидент произлиза от латинската дума dividendum (дивидендум) означаваща „нещо,което ще бъде разделено“; „нещо, подлежащо на разделяне“.
1. ↑  Трифонов, Трифон Б., В. Трифонова, С. Трифонова, „Корпоративни финанси“, Тракия-М, С., 1999
2. ↑  ((en)) dividend //  Online Etymology Dictionary.   Douglas Harper, 2001. Посетен на 9 ноември 2006.